# Теодолінда Альтьєрі
Теодолінда Альтьєрі (італ. Teodolinda Altieri), повне ім'я Теодолінда Карлотта Флорестіна Марія Джузеппіна Гільєльміна Альтьєрі (італ. Theodolinda Carlotta Florestina Maria Giuseppina Guglielmina Altieri; 5 листопада 1876 — 21 вересня 1947) — представниця римського князівського роду Альтьєрі, донька Паоло Альтьєрі, князя ді Оріоло і ді Віано, та принцеси Ураської Матильди, дружина Франческо ді Наполі-Рамполла, князя Бонфорнелло.

## Життєпис
Теодолінда народилась 5 листопада 1876 року у Римі. Вона була первістком в родині восьмого князя Альтьєрі ді Оріоло і ді Віано Паоло та його дружини Матильди Ураської. В родині дівчинку називали просто Лінда. За наступні п'ятнадцять років у неї з'явились восьмеро братів та сестер, із яких четверо досягли дорослого віку.
20 червня 1897 у Римі 20-річна Теодолінда пошлюбилася із доном Франческо ді Паула ді Наполі-Рамполла, 6-м князем Бонфорнелло, 12-м князем Резуттано, 7-м князем Монтелеоне etc. Наречений був старшим від неї на п'ять років. У пари народилися двоє синів.
Чоловік помер у листопаді 1938. Теоделінда пішла з життя дев'ять років потому.

## Родина
Чоловік — Франческо ді Паула ді Наполі-Рамполла, 6-й князь Бонфорнелло
Діти:
- Вінченцо Маріано (1898—1965) — спадкоємець усіх титулів батька, великий канцлер Мальтийського ордену, бригадний генерал дворянської гвардії Папи Римського; кавалер орденів Почесного легіону, Андрія Первозванного, Святої Анни;[5] одружений із Терезою ді Булгаріні, графинею д'Елчі, мав п'ятеро дітей;
- Федеріко Марія (1900—1974) — одружений з Ельзою Драгоні, мали єдиного сина.